# سرگذشت ندیمه (مجموعه تلویزیونی)
سرگذشت ندیمه یا قصهٔ ندیمه (انگلیسی: The Handmaid's Tale) مجموعهٔ تلویزیونی آمریکایی در ژانر تراژدی و پادآرمان‌شهری است که بر اساس رمان معروف سرگذشت ندیمه، اثر مارگارت اتوود، نویسندهٔ کانادایی ساخته شده‌است. سفارش این سریال توسط سرویس پخش هولو برای ۱۰ قسمت به سازندگان فیلم داده‌شد و تولید آن از اواخر سال ۲۰۱۶ آغاز شد. داستان فیلم دربارهٔ پادآرمان‌شهری برآمده از دومین جنگ داخلی آمریکا است، جایی که یک جامعه تمامیت‌خواه، زنان با توان باروری را باعنوان «ندیمه» به بردگی برای فرزندآوری گرفته‌است.
فصل اول سریال در آوریل ۲۰۱۷ از سرویس هولو برای ۱۰ قسمت پخش شد. در ژوئیه ۲۰۱۹ ساخت سریال برای فصل چهارم تمدید شد که در آوریل ۲۰۲۱ پخش آن آغاز شد. در سپتامبر ۲۰۱۹ اعلام‌شد، هولو و ام‌جی‌ام تله‌ویژن در حال ساخت دنباله سریال براساس رمان دیگر اتوود به نام وصیت‌ها هستند.  در دسامبر سال ۲۰۲۰ پیش از آغاز فصل چهارم، سریال برای فصل پنجم تمدید شد. فصل ششم و پایانی این سریال نیز در ۸ آوریل ۲۰۲۵ در ۱۰ قسمت منتشر شد.
فصل اول سرگذشت ندیمه موفق به کسب هشت جایزه از ۱۳ نامزدی در جایزه امی ساعات پربیننده شد. این اولین تولید سرویس هولو و اولین سریال با پخش جریانی است که برنده جایزه امی شده‌است. در هفتاد و پنجمین مراسم گلدن گلوب سرگذشت ندیمه جایزه بهترین سریال تلویزیونی درام و الیزابت ماس جایزه بهترین بازیگر زن را دریافت کرد.

## داستان سریال
در دنیایی که آلودگی‌های زیست‌محیطی و افزایش بیماری‌های آمیزشی منجر به کاهش چشمگیر نرخ باروری شده‌است، حکومت تمامیت‌خواه و دینی گیلیاد با کودتا علیه دولت «ایالات متحده»، پس از جنگ داخلی، قدرت می‌گیرد.
این رهبران تشنه قدرت، جامعه را به سمت یک نظم جدید نظامی و سلسله مراتبی می‌برند که موجب شکل‌گیری طبقات جدید شده‌است که در آن زنان از بسیاری موقعیت‌های شهروندی خود محروم مانده‌اند. طبق قانون گیلیاد، زنان از حق مالکیت، حفظ پول، مطالعه و بسیاری از حقوق خود منع شده‌اند. پیروان ادیان و فرقه‌های مسیحی غیر از «پسران یعقوب»، همجنسگرایان (به‌عنوان خائنان جنسی) و مخالفان حکومت در میدان‌های شهر اعدام می‌شوند.
فرقهٔ سیاسی-مذهبی محافظه‌کار و بنیادگرا «پسران یعقوب» که قدرت را در دست دارد با استناد به تفسیری افراطی از کتاب مقدس، زنانی را که توانایی باروری دارند به بردگی گرفته‌است، این گروه که ندیمه نام گرفته‌اند به خانه فرماندهان فرستاده می‌شوند، جایی که در مراسمی آیینی در حضور همسر فرمانده، توسط فرمانده مورد تجاوز قرار می‌گیرند. آن‌ها تا زمانی که یک فرمانده را صاحب فرزند کنند در خانه آن فرمانده اقامت دارند و پس از آن به خانه فرمانده دیگری منتقل می‌شوند. ندیمه‌ها با نام فرمانده‌ای که در خانه او اقامت دارند و پیشوند «آف» شناخته می‌شوند و زمان انتقال به خانه دیگر نام آن‌ها تغییر می‌کند.
در حالی که مردان همهٔ مواضع قدرت را در اختیار گرفته‌اند، زنان با توجه به عملکردشان به چند طبقه تقسیم شده‌اند: ندیمه‌ها لباس‌های قرمز بلند برتن دارند به همراه یک کلاه سفید بزرگ که بیرون از خانه پوشیده می‌شود تا شناسایی آن‌ها و دید آن‌ها را محدود کند. مارتاها (شخصیت کتاب مقدس) که خانه‌دار و آشپز هستند لباس‌های سبز و گشاد می‌پوشند و موهای خود را با سربند می‌پوشانند. همسران فرماندهان که وظیفه آراستن خانه و فعالیت‌های کلیشه‌ای زنانه را دارند لباس‌های شیک و متنوعی با رنگ آبی می‌پوشند، آن‌ها از کفش‌های پاشنه بلند استفاده می‌کنند و هنگام بیرون از خانه از دستکش و کلاه استفاده می‌کنند. دسته دیگر از زنان، خاله‌ها هستند که لباس‌های قهوه‌ای می‌پوشند و وظیفه آموزش، نظارت و نظم‌دهی ندیمه‌ها را دارند. آن‌ها تنها گروه از زنان در گیلیاد هستند که مجاز به خواندن هستند.
جون آزبورن که نامش به «آفرد» تغییر کرده‌است، ندیمه‌ای است که به خانه فرمانده فرد واترفورد و همسرش سرینا منتقل شده‌است. خانواده واترفورد از بازیگران اصلی در شکل‌گیری و ظهور گیلیاد هستند. جون و لوک که سال‌ها قبل با هم ازدواج کردند، صاحب یک دختر به نام هانا شدند. جون هنگام تلاش برای فرار از گیلیاد به همراه همسر و دخترش دستگیر می‌شود و به ندیمگی محکوم می‌شود. دختر جون به خانواده‌ای از طبقه بالا واگذار می‌شود و شوهرش به کانادا فرار می‌کند. جون به دنبال نجات دخترش از گیلیاد است.

## بازیگران و شخصیت‌ها
| شخصیت                | بازیگر            | فصل             | فصل             | فصل             | فصل        |
| شخصیت                | بازیگر            | ۱               | ۲               | ۳               | ۴          |
| -------------------- | ----------------- | --------------- | --------------- | --------------- | ---------- |
| جون آزبورن           | الیزابت ماس       | اصلی            | اصلی            | اصلی            | اصلی       |
| فرمانده فرد واترفورد | جوزف فاینز        | اصلی            | اصلی            | اصلی            | اصلی       |
| سرینا جوی واترفورد   | ایوان استراهاوسکی | اصلی            | اصلی            | اصلی            | اصلی       |
| دکتر امیلی ملک       | الکسیز بلدل       | اصلی            | اصلی            | اصلی            | اصلی       |
| جنین لیندو           | مدلین بروئر       | اصلی            | اصلی            | اصلی            | اصلی       |
| خاله لیدیا           | آن داود           | اصلی            | اصلی            | اصلی            | اصلی       |
| لوک بانکل            | او.تی. فاگبنلی    | اصلی            | اصلی            | اصلی            | اصلی       |
| نیک بلن              | مکس مینگلا        | اصلی            | اصلی            | اصلی            | اصلی       |
| مویرا استراند        | سمیرا وایلی       | اصلی            | اصلی            | اصلی            | اصلی       |
| ریتا بلو             | آماندا بروگل      | تکرارکننده      | اصلی            | اصلی            | اصلی       |
| فرمانده جوزف لارنس   | برادلی وایتفورد   | Does not appear | تکرارکننده      | اصلی            | اصلی       |
| مارک توئلو           | سام یاگر          | Does not appear | مهمان           | تکرارکننده      | اصلی       |
| آلما                 | نینا کیری         | تکرارکننده      | تکرارکننده      | تکرارکننده      | تکرارکننده |
| برایانا              | باهیا واتسون      | تکرارکننده      | تکرارکننده      | تکرارکننده      | تکرارکننده |
| فرمانده وارن پاتنم   | استیون کانکن      | تکرارکننده      | تکرارکننده      | تکرارکننده      | مهمان      |
| نائومی پاتنم         | اور کارادین       | تکرارکننده      | تکرارکننده      | تکرارکننده      | ن/م        |
| هانا بانکل           | جردانا بلیک       | تکرارکننده      | تکرارکننده      | تکرارکننده      | مهمان      |
| دولورس               | جنسا گرانت        | تکرارکننده      | تکرارکننده      | مهمان           | ن/م        |
| لیلی فولر            | تاتیانا جونز      | تکرارکننده      | تکرارکننده      | Does not appear | ن/م        |
| بث                   | کریستن گوتاسکی    | تکرارکننده      | Does not appear | تکرارکننده      | مهمان      |
| ارین                 | ارین وی           | مهمان           | تکرارکننده      | مهمان           | ن/م        |
| ادن اسپنسر           | سیدنی سوئینی      | Does not appear | تکرارکننده      | Does not appear | ن/م        |
| فرمانده ری کوشینگ    | گرگ بریک          | Does not appear | تکرارکننده      | Does not appear | ن/م        |
| هالی مدکس            | چری جونز          | Does not appear | تکرارکننده      | مهمان           | ن/م        |
| النور لارنس          | جولی درتزین       | Does not appear | تکرارکننده      | تکرارکننده      | ن/م        |
| سیلویا               | کلیا دووال        | Does not appear | مهمان           | تکرارکننده      | ن/م        |
| ناتالی               | اشلی لاتروپ       | Does not appear | Does not appear | تکرارکننده      | ن/م        |
| سیه‌نا                | ساگنجا سری        | Does not appear | Does not appear | تکرارکننده      | مهمان      |
| فرمانده جرج وینزلو   | کریستوفر ملونی    | Does not appear | Does not appear | تکرارکننده      | ن/م        |
| استر کیز             | مکینا گریس        | Does not appear | Does not appear | Does not appear | تکرارکننده |
| اونا                 | زوی اشتن          | Does not appear | Does not appear | Does not appear | تکرارکننده |
| لویالیست گیلیاد      | رید برینی         | Does not appear | Does not appear | Does not appear | تکرارکننده |

## قسمت‌ها
| فصل | قسمت‌ها | قسمت‌ها | تاریخ اصلی پخش  | تاریخ اصلی پخش |
| فصل | قسمت‌ها | قسمت‌ها | اولین بار       | آخرین بار      |
| --- | ------ | ------ | --------------- | -------------- |
| ۱   | ۱۰     | ۱۰     | ۲۶ آوریل ۲۰۱۷   | ۱۴ ژوئن ۲۰۱۷   |
| ۲   | ۱۳     | ۱۳     | ۲۵ آوریل ۲۰۱۸   | ۱۱ ژوئیه ۲۰۱۸  |
| ۳   | ۱۳     | ۱۳     | ۵ ژوئن ۲۰۱۹     | ۱۴ اوت ۲۰۱۹    |
| ۴   | ۱۰     | ۱۰     | ۲۷ آوریل ۲۰۲۱   | ۱۶ ژوئن ۲۰۲۱   |
| ۵   | ۱۰     | ۱۰     | ۱۴ سپتامبر ۲۰۲۲ | ۹ نوامبر ۲۰۲۲  |

## اعتراض نمادین در ایران
در میانه خیزش ۱۴۰۱ ایران در یک اقدام نمادین و اعتراضی در آذر ۱۴۰۱ تصاویری از دختر با پوشش شخصیت‌های رمان و فیلم «سرگذشت ندیمه» در سطح تهران از جمله میدان آزادی منتشر شد. چند فعال حقوق زنان اعلام کردند که «این پرفورمنس زنان معترض در تهران با پوشیدن لباس نمادین ندیمه‌ها در داستان ندیمه است.» همچنین در دولت سیزدهم کتاب سرگذشت ندیمه با ترجمه یاسین قاسمی بجد تعلیق و از انتشار این کتاب جلوگیری به عمل آمد.